# ATC (C02)
Jest to część klasyfikacji anatomiczno-terapeutyczno-chemicznej:
- C – Układ sercowo-naczyniowy
  - C 01 – Leki stosowane w chorobach serca
  - C 02 – Leki stosowane w chorobie nadciśnieniowej
  - C 03 – Leki moczopędne
  - C 04 – Leki rozszerzające naczynia obwodowe
  - C 05 – Leki ochraniające ścianę naczyń
  - C 07 – Leki β-adrenolityczne
  - C 08 – Antagonisty kanału wapniowego
  - C 09 – Leki działające na układ renina-angiotensyna
  - C 10 – Leki zmniejszające stężenie lipidów

Obejmuje ona leki stosowane w chorobie nadciśnieniowej:

## C 02 A – Leki adrenolityczne działające ośrodkowo
- C 02 AA – Alkaloidy rauwolfii żmijowej
  - C 02 AA 01 – rescynamina
  - C 02 AA 02 – rezerpina
  - C 02 AA 03 – połączenia alkaloidów rauwolfii
  - C 02 AA 04 – korzeń rauwolfii
  - C 02 AA 05 – dezerpidyna
  - C 02 AA 06 – metozerpidyna
  - C 02 AA 07 – bietazerpina
  - C 02 AA 52 – rezerpina w połączeniach
  - C 02 AA 53 – połączenia alkaloidów rauwolfii w połączeniach
  - C 02 AA 57 – bietazerpina w połączeniach
- C 02 AB – Metyldopa
  - C 02 AB 01 – metyldopa lewoskrętna
  - C 02 AB 02 – metyldopa racemat
- C 02 AC – Agonisty receptora imidazolowego
  - C 02 AC 01 – klonidyna
  - C 02 AC 02 – guanfacyna
  - C 02 AC 04 – tolonidyna
  - C 02 AC 05 – moksonidyna
  - C 02 AC 06 – rilmenidyna

## C 02 B – Leki antyadrenergiczne, blokujące zwoje nerwowe
- C 02 BA – Pochodne siarkowe
  - C 02 BA 01 – trimetafan
- C 02 BB – Aminy drugo- i czwartorzędowe
  - C 02 BB 01 – mekamilamina
- C 02 BC – Połączenia dwóch amin czwartorzędowych

## C 02 C – Leki adrenolityczne działające obwodowo
- C 02 CA – Leki blokujące receptory α-adrenergiczne
  - C 02 CA 01 – prazosyna
  - C 02 CA 02 – indoramina
  - C 02 CA 03 – trymazosyna
  - C 02 CA 04 – doksazosyna
  - C 02 CA 06 – urapidyl
- C 02 CC – Pochodne guanidyny
  - C 02 CC 01 – betanidyna
  - C 02 CC 02 – guanetedyna
  - C 02 CC 03 – guanoksan
  - C 02 CC 04 – debryzochina
  - C 02 CC 05 – guanoklor
  - C 02 CC 06 – guanazodyna
  - C 02 CC 07 – guanoksabenz

## C 02 D – Leki działające na mięśnie gładkie naczyń
- C 02 DA – Pochodne tiazydowe
  - C 02 DA 01 – diazoksyd
- C 02 DB – Pochodne hydrazynoftalazyny
  - C 02 DB 01 – dihydralazyna
  - C 02 DB 02 – hydralazyna
  - C 02 DB 03 – endralazyna
  - C 02 DB 04 – kadralazyna
- C 02 DC – Pochodne pirymidyny
  - C 02 DC 01 – minoksydyl
- C 02 DD – Pochodne nitroprusydku
  - C 02 DD 01 – nitroprusydek
- C 02 DG – Pochodne guanidyny
  - C 02 DG 01 – pinacydyl

## C 02 K – Inne leki hipotensyjne
- C 02 KA – Alkaloidy (z wyłączeniem alkaloidów rauwolfii żmijowej)
  - C 02 KA 01 – preparaty ciemiężycy
- C 02 KB – Inhibitory hydroksylazy tyrozynowej
  - C 02 KB 01 – metyrozyna
- C 02 KC – Inhibitory MAO
  - C 02 KC 01 – pargilina
- C 02 KD – Antagonisty seryny
  - C 02 KD 01 – ketanseryna
- C 02 KN – Inne leki hipotensyjne
  - C 02 KN 01 – aprocitentan
- C 02 KX – Leki stosowane w nadciśnieniu płucnym
  - C 02 KX 01 – bosentan
  - C 02 KX 02 – ambrisentan
  - C 02 KX 03 – sitaksentan
  - C 02 KX 04 – macitentan
  - C 02 KX 05 – riocyguat
  - C 02 KX 52 – ambrisentan z tananafilem
  - C 02 KX 54 – macitentan z tananafilem

## C 02 L – Leki hipotensyjne w połączeniu z lekami moczopędnymi
- C 02 LA – Alkaloidy rauwolfii żmijowej w połączeniach z lekami moczopędnymi
  - C 02 LA 01 – rezerpina w połączeniach z lekami moczopędnymi
  - C 02 LA 02 – rescynamina w połączeniach z lekami moczopędnymi
  - C 02 LA 03 – dezerpidyna w połączeniach z lekami moczopędnymi
  - C 02 LA 04 – metozerpidyna  w połączeniach z lekami moczopędnymi
  - C 02 LA 07 – bietazerpina  w połączeniach z lekami moczopędnymi
  - C 02 LA 08 – korzeń rauwolfii w połączeniach z lekami moczopędnymi
  - C 02 LA 09 – syrosynkopina  w połączeniach z lekami moczopędnymi
  - C 02 LA 50 – korzeń rauwolfii i leki moczopędne w połączeniach z innymi lekami
  - C 02 LA 51 – rezerpina i leki moczopędne w połączeniach z innymi lekami
  - C 02 LA 52 – rescynamina i leki moczopędne w połączeniach z innymi lekami
  - C 02 LA 71 – rezerpina i leki moczopędne w połączeniach z psycholeptykami
- C 02 LB – Metyldopa w połączeniach z lekami moczopędnymi
  - C 02 LB 01 – metyldopa (lewoskrętna) w połączeniach z lekami moczopędnymi
- C 02 LC – Agonisty receptora imidazolowego w połączeniach z lekami moczopędnymi
  - C 02 LC 01 – klonidyna w połączeniach z lekami moczopędnymi
  - C 02 LC 05 – monoksonidyna w połączeniach z lekami moczopędnymi
  - C 02 LC 51 – klonidyna i leki moczopędne w połączeniach z innymi lekami
- C 02 LE – Leki blokujące receptor α-adrenergiczny w połączeniach z lekami moczopędnymi
  - C 02 LE 01 – prazosyna w połączeniach z lekami moczopędnymi
- C 02 LF – Pochodne guanidyny w połączeniach z lekami moczopędnymi
  - C 02 LF 01 – guanetydyna w połączeniach z lekami moczopędnymi
- C 02 LG – Pochodne hydrazynoftalazyny w połączeniach z lekami moczopędnymi
  - C 02 LG 01 – dihydralazyna w połączeniach z lekami moczopędnymi
  - C 02 LG 02 – hydralazyna w połączeniach z lekami moczopędnymi
  - C 02 LG 03 – pikodralazyna w połączeniach z lekami moczopędnymi
  - C 02 LG 51 – dihydralazyna i leki moczopędne w połączeniach z innymi lekami
  - C 02 LG 73 – pikodralazyna i leki moczopędne w połączeniach z psycholeptykami
- C 02 LK – Alkaloidy (z wyłączeniem alkaloidów rauwolfii żmijowej w połączeniach z lekami moczopędnymi
  - C 02 LK 01 – preparaty ciemiężycy w połączeniach z lekami moczopędnymi
- C 02 LL – Inhibitory MAO w połączeniach z lekami moczopędnymi
  - C 02 LL 01 – pargilina w połączeniach z lekami moczopędnymi
- C 02 LN – Antagonisty serotoniny w połączeniach z lekami moczopędnymi
- C 02 LX – Inne leki hipotensyjne w połączeniach z lekami moczopędnymi
  - C 02 LX 01 – pinacydyl w połączeniach z lekami moczopędnymi

## C 02 N – Połączenia leków hipotensyjnych z grupy C 02
Aktualnie w klasyfikacji ATC nie ma leków w tej kategorii